# 프리미어리그 2005-06

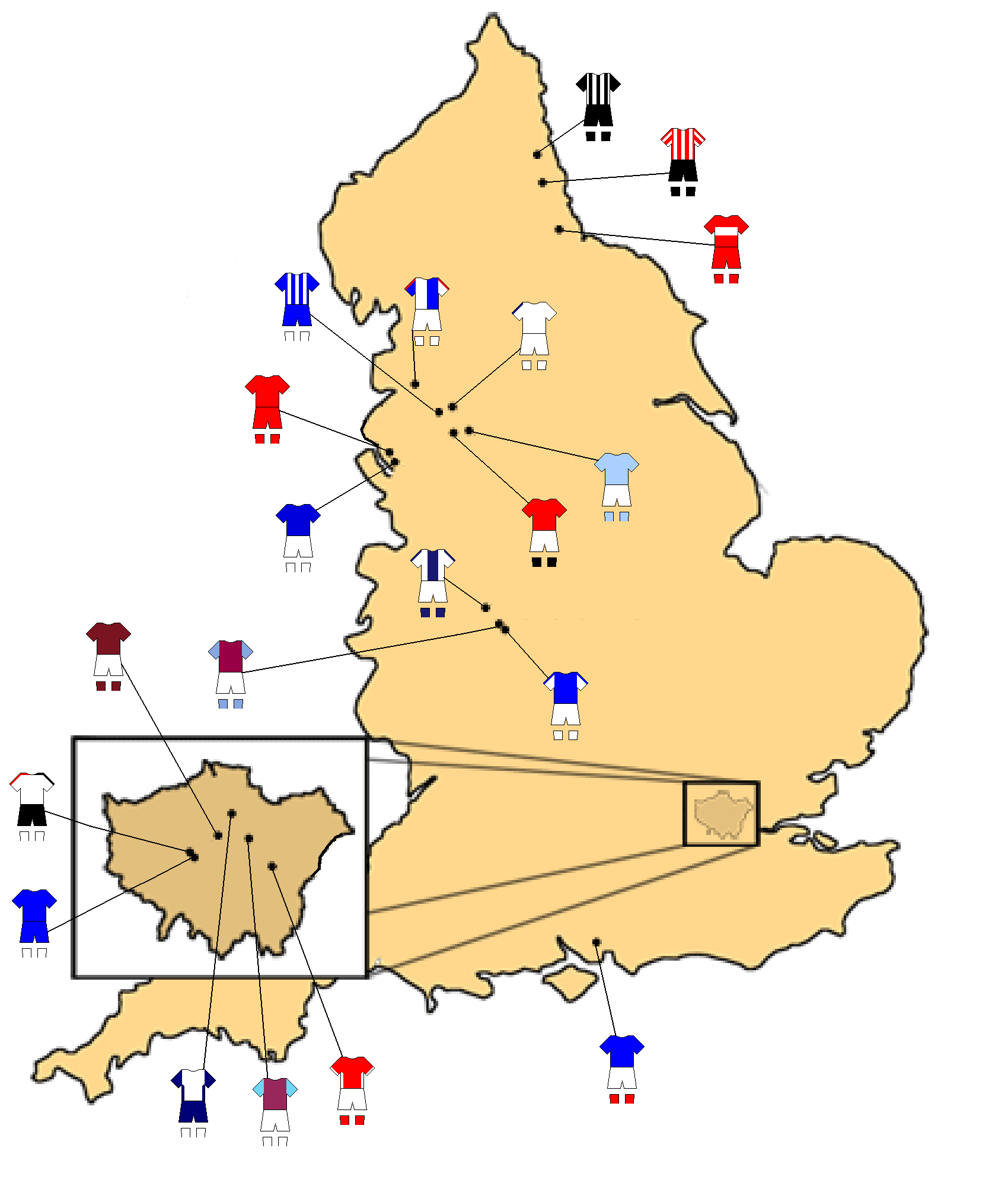
2005-06 시즌에 참가하는 각 팀의 연고지 위치

프리미어리그 2005-06은 2005년 8월 13일에 시작되어 2006년 5월 7일에 끝났다. 첼시가 4월 29일에 맨체스터 유나이티드를 물리치고 2회 연속 우승을 차지하였다. 같은 날에 웨스트 브로미치 앨비언, 버밍엄 시티, 선덜랜드가 강등되어 다음 시즌의 풋볼 리그 챔피언십에서 플레이하게 되었다.

## 최종 리그 순위
1.FA컵 우승 팀 리버풀이 챔피언스리그를 진출하게 됨에 따라 결승 상대팀인 웨스트 햄은 FA컵 준우승 팀 자격으로 UEFA컵에 출전함
| 프리미어리그 2005-06 우승 팀                    |
| ----------------------------------------------- |
| 첼시 두 번째 우승 (잉글랜드 리그 통산 3회 우승) |

### 시즌 통계
| 총 득점 수: 944        |
| 경기당 평균 득점: 2.48 |

## 최다 득점자
| 득점자              | 득점수 | 팀                   |
| ------------------- | ------ | -------------------- |
| 티에리 앙리         | 27     | 아스널               |
| 뤼트 판 니스텔로이  | 21     | 맨체스터 유나이티드  |
| 대런 벤트           | 18     | 찰턴 애슬레틱        |
| 로비 킨             | 16     | 토트넘 홋스퍼        |
| 프랭크 램퍼드       | 16     | 첼시                 |
| 웨인 루니           | 16     | 맨체스터 유나이티드  |
| 말론 헤어우드       | 14     | 웨스트 햄 유나이티드 |
| 크레이그 벨라미     | 13     | 블랙번 로버스        |
| 야쿠부 아이예그베니 | 13     | 미들즈브러           |
| 앙리 카마라         | 12     | 위건 애슬레틱        |
| 디디에 드로그바     | 12     | 첼시                 |

## 승격팀
시즌 시작할 때에 풋볼 리그 챔피언십에서 승격한 팀
- 선덜랜드 (홈에서 스토크 시티를 1-0으로 물리치고 승격)
- 위건 애슬레틱 (홈에서 레딩을 3-1로 물리치고 승격)
- 웨스트 햄 유나이티드 (플레이오프 결승에서 프레스턴 노스 엔드를 1-0으로 물리치고 승격)

## 강등팀
시즌 끝날 때에 풋볼 리그 챔피언십으로 강등된 팀
- 버밍엄 시티
- 웨스트 브로미치 앨비언
- 선덜랜드